# NGC 1783

NGC 1783 est un amas globulaire situé dans la constellation de la Dorade. Il a été découvert par l'astronome britannique John Herschel en 1835.

NGC 1783 par le télescope spatial Hubble.